# Bézaudun-sur-Bîne
Bézaudun-sur-Bîne – miejscowość i gmina we Francji, w regionie Owernia-Rodan-Alpy, w departamencie Drôme.
Według danych na rok 1990 gminę zamieszkiwało 47 osób, a gęstość zaludnienia wynosiła 3 osób/km² (wśród 2880 gmin regionu Rodan-Alpy Bézaudun-sur-Bîne plasuje się na 1571. miejscu pod względem liczby ludności, natomiast pod względem powierzchni na miejscu 732.).